# 보딜상
보딜상(덴마크어: Bodilprisen, 영어: Bodil Awards)은 덴마크 영화 비평가 협회에서 수여하는 덴마크의 영화상이다. 매년 코펜하겐에서 시상식이 개최된다. 유럽에서 오래된 영화상 중 하나이다. 상업적 성공이나 박스 오피스 수치보다 비평가들의 평가가 수상에 큰 영향을 미친다. 덴마크 영화사에서 중요한 여성 배우인 보딜 키에르와 보딜 입센을 기리기위해, 두 사람의 이름에서 상 이름을 따왔다.

## 같이 보기
- 로베르트상